# Légation géorgienne en France

Armoiries de la république démocratique de Géorgie

La légation géorgienne en France, ouverte le 27 janvier 1921 et fermée le 16 mai 1933, avait une  double mission de représentation diplomatique et consulaire pour le compte de la république démocratique de Géorgie.

## Contexte historique
Si Saba Soulkhan Orbéliani a été le premier ambassadeur du royaume de Géorgie connu en France (Cour de Louis XIV) et Nicolas Tchéidzé a conduit la délégation de la république de Géorgie à la conférence de la paix de Paris en 1919 — avec à ses côtés Irakli Tsereteli, Sossipatré Assathiany et Zourab Avalichvili —, la première représentation diplomatique et consulaire de la Géorgie s’ouvre à Paris le 27 janvier 1921 après la reconnaissance  de ce pays par les puissances alliées : un télégramme d'Aristide Briand, président du Conseil de la République française, en informe Evguéni Guéguétchkori, ministre des Affaires étrangères de la république démocratique de Géorgie (3e gouvernement). 

## Organisation
La légation s'installe dans un immeuble impasse des Prêtres, à Paris, dans le XVIe arrondissement. Elle est présidée par Akaki Tchenkéli, ministre plénipotentiaire chargé de l’Europe occidentale (3ème gouvernement homogène social-démocrate), ancien ministre des Affaires étrangères (1er et 2e gouvernements géorgien de coalition social-démocrate, social-fédéraliste et national-démocrate) et ancien président du gouvernement de la république démocratique fédérative de Transcaucasie (territoires azerbaïdjanais, arménien et géorgien) ; elle est dirigée par Sossipatré Assathiany, premier secrétaire, ancien gouverneur de province ; elle comporte des personnels de toutes les tendances politiques représentées au Parlement, l’avocat international Ilamaz Dadéchkéliani, le diplomate Joseph Gogolachvili, le ministre Constantiné Kandelaki, le docteur en médecine Jacques Khotcholava, le Prince Alexis Mdivani ou Vassil Tougouchi,. En français l'usage est de la désigner légation géorgienne, en géorgien ambassade de Géorgie (საქართველოს საელჩო საფრანგეთში).

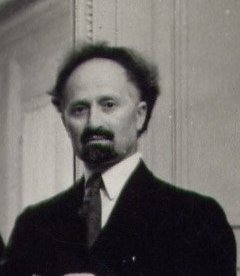
Sossipatré Assathiany, premier secrétaire de la légation

## Activités diplomatiques et consulaires
L'invasion du territoire géorgien par les armées de la Russie soviétique quelques jours après l'ouverture de la légation —  opération commencée le 15 février 1921 et terminée le 17 mars 1921 — change le contexte : le pouvoir politique géorgien se réfugie un temps à Constantinople, puis en France, à la suite de la demande de Lénine à Mustafa Kemal Atatürk. 
Les chefs de file en exil, en particulier Nicolas Tchéidzé président du Parlement, Noé Jordania président de deux gouvernements, Evguéni Guéguétchkori, Irakli Tsereteli ministre plénipotentiaire et représentant le Parti social-démocrate géorgien auprès de l’Internationale socialiste — et des socialistes français qui avaient visité la Géorgie en 1919 —, donnent à partir de 1922 une place centrale à la légation. 

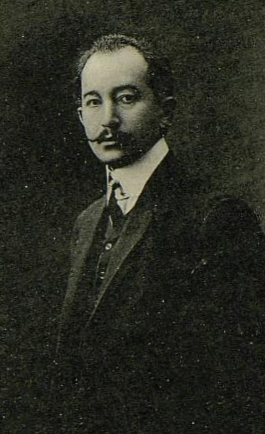
Evguéni Guéguétchkori, ministre des Affaires étrangères
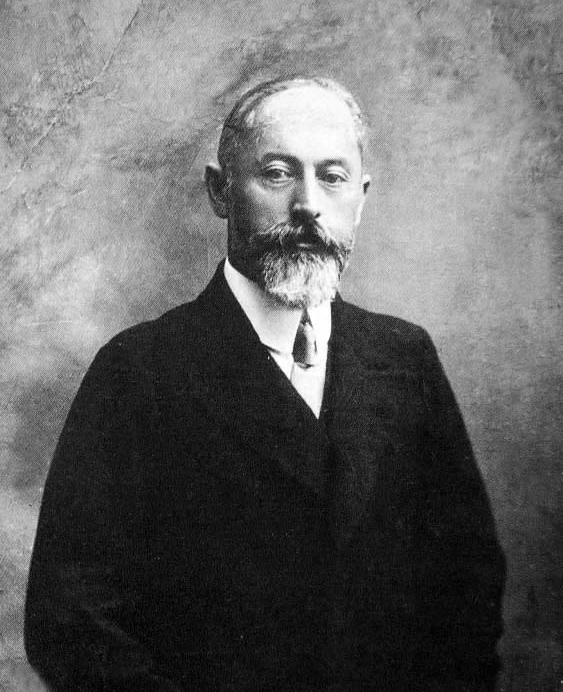
Noé Jordania, président du gouvernement
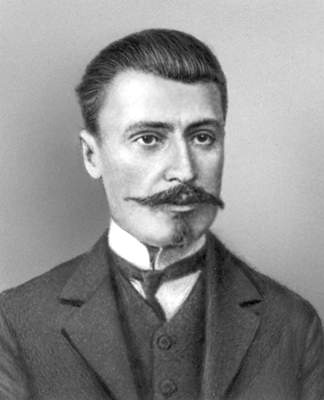
Irakli Tsereteli, ministre plénipotentiaire

Le cas des réfugiés politiques géorgiens devient différent de celui des réfugiés arméniens ou russes : la nationalité géorgienne étant toujours  reconnue, ils ne sont pas redevable du statut d’apatride et du Passeport Nansen : Nicolas Tcheidze voyage avec un passeport géorgien dans toute l’Europe jusqu’en 1926 pour défendre la cause géorgienne. La légation géorgienne à Paris est le canal officiel des contacts avec les autorités françaises pour les questions consulaires, préfecture de Police de Paris, ministère de l’Intérieur, ministère du Travail ou  autres ministères si nécessaire. Les citoyens géorgiens en exil la sollicitent pour l’obtention de papiers d’État civil, mais aussi pour la délivrance d’attestations coutumières, de diplômes d'études, d'honorabilité, militaires ou nobiliaires. Les attestations délivrées sont simplificatrices ; les lieux de naissance les plus fréquents sont les grandes villes de Géorgie (Tiflis, Koutaïssi, Batoumi, Soukhoumi, etc.) afin de ne pas détailler les noms des petites villes ; les noms de famille sont orthographiés en français selon une transcription normalisée utilisant la langue russe comme intermédiaire.
Pour la vague des Géorgiens insurgés en 1924, et ayant réussi à gagner Constantinople, la légation recherche des emplois : les permis de travail et de séjour sont délivrés dès leur arrivée à Marseille. Ils se dispersent sur le territoire français en fonction de leur lieu d'activité, mais cherchent ensuite à se regrouper, soit en région parisienne, soit à Sochaux (grâce à un accord de formation/emploi avec les Établissements Peugeot).

## Fermeture
En 1924, le gouvernement d’Édouard Herriot reconnait l’URSS, avec une clause de réserve concernant la Géorgie et la nationalité géorgienne, qui de facto appartiennent au territoire et à la nationalité soviétique. En 1933, le gouvernement  d’Édouard Daladier engage avec l’URSS les premières négociations (qui aboutiront à la signature d’un pacte de non-agression et son entrée à la Société des Nations  en 1934) : Staline exige la levée de la clause de 1924, ce qui est fait le 16 mai 1933 : la légation géorgienne en France, dernière institution officielle  de la république démocratique de Géorgie est fermée, les Géorgiens exilés deviennent apatrides d’origine géorgienne.

## Héritage
Sur le plan consulaire, Sossipatré Assathiany dirigera jusqu’en 1952 un office des réfugiés géorgiens en France — substitution de la légation —, avant de rejoindre lui-même l’OFPRA et poursuivre la protection des apatrides d’origine géorgienne. Sur le plan diplomatique, les hommes politiques géorgiens exilés en France continueront leur activité d’influence, mais avec moins de représentativité : ils ne verront pas la restauration de l’indépendance de leur pays en 1991 et la réouverture d’une ambassade de Géorgie en France en 1993.